# 三亚甲基甲烷
三亚甲基甲烷（TMM）是一种高度活泼的自由基，化学式为C
4H
6，可视作异丁烯（C
4H
8）失去端位甲基的两个氢原子的产物。
它最初通过重氮化合物4-亚甲基-Δ1-吡唑啉在-196 °C的光解脱氮得到；它也可通过3-亚甲基环丁酮的光解获得。
它可以迅速二聚为1,3-二亚甲基环己烷。
三亚甲基甲烷配合物是已知的。